# نسيج مبرد

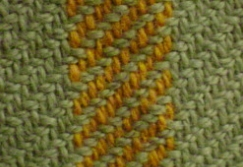
نسيج مَبْرَد، يمكن تمييزه بسهولة من خطوطه المائلة (القطرية). الصورة لنسيج مبرد 2/2، بخيطي سدى تتشابك كل خيطي لحمة.

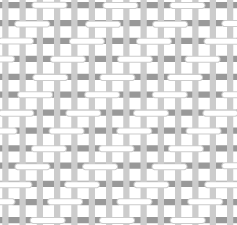
بنية مبرد 2/2. الانزياح لكل صف يشكل النمط المائل.

النسيج المبرد إحدى التراكيب النسجية الثلاثة المهمة في نسج الأقمشة (التركيبان الباقيان هما نسيج سادة ونسيج أطلس). يتسم بعروق متوازية مائلة.
ويتشكل بتمرير خيط اللحمة فوق خيط واحد أو أكثر من خيوط السدى ثم تحت خيطين أو أكثر من خيوط اللحمة، وهكذا، بوجود خطوة أو انزياح بين الصفوف لتشكيل النمط القطري. وبسبب هذه البنية، ينسدل النسيج المبرد جيدًا. ومن الأمثلة على أقمشة المبرد: قماش شينو [الإنجليزية] وقماش دريل [الإنجليزية] والدنيم والغبردين والتويد والصرج.

## البنية
في نسيج المبرد، كل خيط من اللحمة يعوم عبر خيوط السدى في تعاقب في التداخل إلى اليمين أو إلى اليسار مشكلا خطًا مائلا مميزًا. والخيط العائم (بالإنجليزية: float)‏ هو جزء من الخيط يمر فوق خيط أو خيطين من الاتجاه المعاكس.
يحتاج نسيج المبرد إلى ثلاث درآت أو أكثر، بحسب تعقيد التركيب النسيجي. نسيج المبرد هو الثاني بعد أبسط الحياكات التي يمكن أن تنجز على منسج بسيط.
يوصف نسيج المبرد بنسبة - مثل 2/1 - يمثل العدد الأول عدد الدرآت التي ترفع سويًا، في هذا المثال ترفع درأتين ويشير المقام إلى عدد الدرآت التي تخفض عند إدخال خيط اللحمة، في هذا المقال هو درأة واحدة. تقرأ النسبة 2/1 : «اثنان للأعلى وواحد للأسفل». يمكن تحديد أقل عدد من الدرآت المستخدم في إنتاج نسيج المبرد بجمع البسط والمقام في النسبة. في مثالنا هنا يكون عدد الدرآت الكلي هو 3.